# Rodrigo Mancha
Rodrigo Mancha (Curitiba, 16 juni 1986) is een Braziliaans voormalig voetballer die als middenvelder speelde.

## Carrière
Rodrigo begon zijn carrière in 2005 bij Coritiba. Hij tekende in 2009 bij Santos FC. In 2010 werd de Copa do Brasil gewonnen. Hierna kwam hij uit voor EC Vitória en Sport Club do Recife. Rodrigo beëindigde zijn spelersloopbaan in 2017.